# Otrádnoye (Krasnodar)
Otrádnoye (del ruso: Отрадное) es un seló del distrito de Lázarevskoye de la unidad municipal de la ciudad de Sochi del krai de Krasnodar, en el sur de Rusia. Está situado en la desembocadura del río Kichmái en la orilla derecha del río Shajé, frente a Jartsiz Pervi, 27 km al noroeste de Sochi y 145 km al sureste de Krasnodar, la capital del krai. Tenía 131 habitantes en 2010.
Pertenece al ókrug rural Solojaúlski.

## Historia
La aldea Otrádnaya aparece en los registros del ókrug de Sochi de la gubernia de Chernomore de 1917. Entre el 30 de junio de 1920 y el 18 de mayo de 1922 formó parte del otdel de Tuapsé del óblast de Kubán-Mar Negro. En los registros del 26 de enero de 1923 aparece como parte del volost de Lázarevskoye del raión de Tuapsé del óblast de Kubán-Mar Negro.
Del 26 de diciembre de 1962 al 12 de enero de 1965 formó parte del raión de Tuapsé, por la disolución del raión de Lázarevskoye.

## Lugares de interés
La localidad está rodeada de montes boscosos que hacen de ella un agradable destino turístico. En las inmediaciones del seló hay plantaciones de té de Krasnodar.

## Transporte
Desde Solojaúl, 6 km al este, salen los autobuses nº145 a Dagomýs (a 27 km) , donde se halla una estación de la línea Tuapsé-Sujumi de la red del ferrocarril del Cáucaso Norte y la carretera federal M27 Dzhubga-frontera abjasa, y nº154 a Sochi (estación de ferrocarril).